# Samuel Przypkowski
Samuel Przypkowski (łac. Samuel Przipcovius) herbu Radwan, pseud.: Julius Celsus, Ireneus Philaletes, (ur. ok. 1592 zapewne w Gnojniku, zm. 19 czerwca 1670 w Królewcu) – pisarz religijny i polityczny, działacz braci polskich, poeta.

## Życiorys
Pochodził ze szlacheckiej rodziny od dawna osiadłej w Przypkowicach (obecnie Przytkowice), w dawnym województwie krakowskim. Był synem Mikołaja, gorliwego arianina i seniora zboru lucławickiego, oraz Elżbiety z Gabońskich, bratem Krzysztofa. Pierwsze nauki pobierał w szkole ariańskiej w Lusławicach, potem studiował na uniwersytecie w Altdorfie (1614–1616), a gdy został relegowany z uczelni za kryptoarianizm, zapisał się na uniwersytet w Lejdzie (1616–1618). W 1618 odbył podróż do Londynu i Paryża.
Po powrocie do Polski około 1621 związał się trwale z dworem Radziwiłłów birżańskich, najpierw z hetmanem polnym litewskim Krzysztofem, potem z księciem Bogusławem. Na początku 1622 poślubił współwyznawczynię Zofię Taszycką. W 1627 wystąpił na sejmiku województwa krakowskiego w Proszowicach, broniąc Samuela Bolestraszyckiego, skazanego przez Trybunał Koronny za przekład książki Heraklit. W 1633 uczestniczył w wojnie polsko-rosyjskiej. W 1639 zamieszkał w majątku ziemskim arianina Jerzego Niemirycza na Ukrainie. Prawdopodobnie był w obozie wojsk szwedzko-brandenburskich w czasie bitwy pod Prostkami w październiku 1656. Za protekcją Bogusława Radziwiłła został w 1657 jednym z sekretarzy Fryderyka Wilhelma, elektora brandenburskiego.
W okresie późniejszym jako członek radykalnej części braci polskich miał chodzić z drewnianą szablą co stało się źródłem mitu o braciach polskich paradujących na sejmie właśnie z drewnianymi szablami. Był to jego sprzeciw wobec wszelkiego stosowania przemocy. Przypkowski nie uznawał również poddaństwa i pańszczyzny stąd dał wolność swoim chłopom. Później jednak zmienił zdanie i z powrotem ściągał chłopów do swojego majątku. Ten radykalny społecznie nurt nie dominował wśród samych braci polskich. Był też zwolennikiem tolerancji religijnej w Polsce, co uzasadniał różnorodnością narodów, języków, obyczajów i wiar występujących w Rzeczypospolitej.
Po uchwale sejmowej z 10 lipca 1658, skazującej braci polskich na banicję z Rzeczypospolitej, Przypkowski osiadł na stałe w Prusach Książęcych; w 1661 osiedlił się w Kotle a w 1666 przeniósł się do Kosinowa, które wziął w dzierżawę wspólnie z zięciem Mikołajem Suchodolskim. Tam też założył gminę ariańską, która przetrwała do początków XIX w. Już po jego śmierci pastorem był jego zięć Benedykt Wiszowaty.
Zmarł 19 czerwca 1670 w Królewcu i został pochowany w Kosinowie, na tzw. Ariańskiej Górze.

## Twórczość
Był zwolennikiem całkowitego rozdziału Kościoła od państwa, co wyraził w rozprawie: Dissertatio de pace et concordia ecclesiae (Rozprawa o pokoju i zgodzie w Kościele), wydanej w Amsterdamie w 1628. Napisał wiele utworów poetyckich, głównie religijnych, w językach: polskim i łacińskim, m.in. Psalmy i pieśni nabożne (1610), kolejne wydania jego poezji pojawiły się w latach 1910–1911 w Wirydarzu poetyckim J.T. Trembeckiego (t. 1-2), w 1973 Na porównanie jesienne i w 1981 Dissertatio.

### Ważniejsze utwory
- Wiersze polskie i łacińskie, zbiór wyd. A. Brückner w: J.T. Trembecki Wirydarz poetycki, t. 1-2, Lwów 1910–1911; wiersze: Elegiae oraz Ad Christum Dominum – wyd. uprzednio: A. Wiszowaty Stimuli virtutum fraena peccatorum, Amsterdam 1682, drukarnia H. Jansson – odmienna wersja wiersza Hymn świętego Ambrożego, który Te Deum laudamus zowią, wierszem polskim przetłumaczony – wyd. z rękopisu Biblioteki Czartoryskich nr 362 Z. Ciechanowska: S. Przypkowskiego parafraza hymnu „Te Deum”, Szymon Szymonowicz i jego czasy, Zamość 1929 – wiersz Gadka o prostej a prawdziwej probie każdej wiary – przedr. J. Dürr-Durski Arianie polscy w świetle własnej poezji, Warszawa 1948 – wiersz w: Jaśnie Wielmożnego... pana Andrzeja hrabiego z Leszna ciału... pamiątka, Kraków (1606), unikat Biblioteki Narodowej, bibliografom nieznany, zniszczony w 1944 – wiersz łac. z rękopisu „Muzy domowej” Z. Morsztyna ogł. A. Jarosz Pamiętnik Literacki, rocznik 50 (1959) – wiersz łac. Verior Hispaniorum et Gallorum descriptio, zob. S. Kot: „Descriptio gentium” di poeti polacchi del secolo XVII, Ricerche Slavistiche, t. 6 (1958); pojedyncze wiersze łacińskie przeł. Z. Morsztyn i J.T. Trembecki; wyd. przekł. A. Brückner w: J.T. Trembecki Wirydarz poetycki, t. 1-2, Lwów 1910–1911. – przekł. Z. Morsztyna przedr. i wyd.: Jan Dürr-Durski Arianie polscy w świetle własnej poezji, Warszawa 1948 (Elegie, Do Chrystusa Pana); Jan Dürr-Durski [w:] Z. Morsztyn Muza domowa, t. 2, Warszawa 1954 (wszystkie przekłady)
- Pieśni religijne, wyd. [w:] Pieśni nabożne, Raków 1610; wyd. następne: Raków 1625
- Mowa na sejmiku w Proszowicach 31 sierpnia 1627, wyd. A. Przyboś Akta sejmikowe województwa krakowskiego, t. 2, 1621–1660, Kraków 1955, poz. 26
- Dissertatio de pace et concordia ecclesiae, Amsterdam 1628, drukarnia G. Philadelphus; wyd. następne: 1630; przekł. angielski: Londyn 1653; przekł. niemiecki pt. Von dem Friede und Einträchtigheit der Kirchen (egz. nieznany)
- Ad moestam Poloniam de pactis Prutenicis, powst. około 1630, wyd. A. Brückner w: J.T. Trembecki Wirydarz poetycki, Lwów 1910–1911, t. 1, s. 403 (z przekł. polskiego Z. Morsztyna), tłum. także Andrzej Wiszowaty, (W. Potocki naśladował w wierszu „Do żałosnej Korony Polskiej...”, umieszczonym na czele Ogrodu fraszek wraz z łac. tekstem zmienionym pt. „Ad Poloniam de pactis cum Sueco Prussicis”)
- Panegyricus honori... Vladyslai Sigismundi regis, Raków 1633
- Fausti Socini Senensis descripta vita ab Equite Polono, 1634; wyd. następne 1636; wraz z rozprawą De Christianorum summo bono, Amsterdam (Eleutheropoli) 1651 – (według S. Kota w rzeczywistości w Londynie u G. Philadelphusa); 1663; 1664; fragmenty przekł. polski: I. Lichońska w: F. Socyn. Listy, oprac. L. Chmaj, t. 1, Warszawa 1959, Biblioteka Pisarzy Reformacji, nr 2; przekł. angielski pt. The Life of F. Socinus, Londyn 1653; przekł. holenderski; przekł. niemiecki: J.P.D. pt. Fausten Socinem von Sena Leben und Wandel, 1637
- Dissertatio quam Fausti Socini operibus praemitti voluit Eques Polonus (De Christianorum summo bono), 1636; wyd. następne 1651; przekł. angielski: Londyn 1653
- Concept o sprawie JMP. Jakuba Sienieńskiego..., która toczyła się na sejmie warszawskim Anno Dom. 1638, wyd. L. Chmaj Samuel Przypkowski..., Kraków 1927, s. 203-226
- Apologeticon adversus satyram... Heinsii cui titulus: Cras credo, hodie nihil, wyd. 1644
- Braterska deklaracja na niebraterskie napomnienie... ad dissidentes in religione uczynione, 1646 (prawdopodobnie drukarnia w Gdańsku); wyd. 2 w 1646 (w rzeczywistości edycja późniejsza, prawdopodobnie z około 1670, drukarnia w Królewcu)
- Żywot Jaśnie Oświeconego Książęcia Imci Bogusława Radziwiłła, zasadnicza część pióra S. Przypkowskiego powst. około 1660; następnie uzupełniono ją po 1670 i w latach 1727–1729, wyd. (z rękopisu Biblioteki Kórnickiej) A. Popliński, Poznań i Trzemeszno 1840; fragm. (z kopii z pierwszej połowy XVIII w.) wyd. Jan Dürr-Durski [w:] Z. Morsztyn Muza domowa, t. 2, Warszawa 1954; kopia, Archiwum Główne Akt Dawnych, Oddział Wilanów, Archiwum Radziwiłłowskie nr 39, (autorstwo zasadniczej części Żywota... jako dzieła S. Przypkowskiego wskazał A. Sajkowski; J. Dürr-Durski przypisał je mylnie Z. Morsztynowi)
- Historia socynianów polskich, zaginęła, (spis dzieł pozostałych w rękopisie podał C.C. Sandius Bibliotheca Anti-Trinitarriorum, Freistadt 1684), niektóre rękopisy znajdowały się w bibliotekach: Jagiellońskiej, Krasińskich, Petersburskiej; zob. A. Brückner „Spuścizna rękopiśmienna po Wacławie Potockim”, Rozprawa AU Wydział Filologiczny, t. 27 (1898) i odb.; T. Grabowski Literatura ariańska w Polsce, Kraków 1908, s. 461

### Wydania zbiorowe
- Cogitationes sacrae ad initium Evangelii Matthaei et omnes Epistolas Apostolicas, nec non tractatus varii argumenti, praecipue de iure christiani magistratus, wyd. A. Wiszowaty i F. Kuyper, Amsterdam 1692, Bibliotheca Fratrum Polonorum, t. 7

### Listy i materiały
- Do K. i B. Radziwiłłów z lat 1621–1664, rękopisy: Archiwum Główne Akt Dawnych, Oddział Wilanów, Archiwum Radziwiłłowskie
- Do W. Radeckiego, dat. z Koszyc 31 marca 1624; do Jana Stoińskiego, dat. z Rąbkowej 20 września 1627; ogł. J. Domański, L. Szczucki „Miscellanea arianica”, Archiwum Historii Filozofii i Myśli Społecznej, t. 6 (1960); rękopis: Biblioteka Ukraińskiej AN w Kijowie, nr I 5995
- Do A. Moskorzowskiego, dat. w Hłuszczycy 17 września 1633, z obozu na Bogdanowej Górze 30 września 1633; do M. Ruara, dat. z obozu pod Smoleńskiem we wrześniu 1633; do S. Kurosza, dat. 3 grudnia 1633; do Jana Stroińskiego, dat. z Dojlid 6 marca 1634; wyd. A. Rembowski „Diariusz wojny moskiewskiej r. 1634”, Warszawa 1895, Biblioteka Ordynacji Krasińskich. Muzeum K. Świdzińskiego, t. 13
- Fragmenty listu do nieznanej z nazwiska osoby, dat. 10 grudnia 1639; ogł. L. Kubala „Jerzy Ossoliński” w: Dzieła, t. 1, Warszawa 1924, s. 489-490
- Apologia własna przed elektorem brandenburskim, dat. 20 marca 1666, z rękopisu A. Lubienieckiego, wyd. F.S. Block Historia sociniannismi prussici, Królewiec 1754, s. 63 nn.

### Utwór o autorstwie niepewnym
- Orationis Dominicae periphrasis, wyd. A. Wiszowaty Stimuli virtutum fraena peccatorum, Amsterdam 1682, drukarnia H. Jansson (podpisane kryptonimem: S. P., zob. Estreicher XXXIII, 104)